# Photinus av Sirmium
Photinus, född i Ancyra, död 376, var biskop av Sirmium i Pannonien (Pannonia Secunda). Han var landsman och elev till Marcellus av Ancyra och i striden om arianismen drog Photinus slutsatser som låg nära Paulus från Samosatas adoptianism samt dynamistiska. Photinus hävdade att Logos var identisk med Fadern, medan Kristus blott uppfattades som Marias son. Photinus lära, photinianism, förkastades på synoden i Milano 345, och utgör sedan dess en heretisk kristologisk lära. Photinus själv avsattes från sin biskopsstol vid synoden i Sirmium 351. Han återkom som biskop under Julianus tid som kejsare.